# Aschitus naiacocci
Aschitus naiacocci är en stekelart som först beskrevs av Trjapitzin 1968.  Aschitus naiacocci ingår i släktet Aschitus och familjen sköldlussteklar. Inga underarter finns listade.